# العلاقات النرويجية التونسية
العلاقات النرويجية التونسية هي العلاقات الثنائية التي تجمع بين النرويج وتونس.

## مقارنة بين البلدين
هذه مقارنة عامة ومرجعية للدولتين:
| وجه المقارنة                                              | النرويج                                                   | تونس                                       |
| --------------------------------------------------------- | --------------------------------------------------------- | ------------------------------------------ |
| المساحة (كم2)                                             | 385.21 ألف                                                | 163.61 ألف                                 |
| عدد السكان (نسمة)                                         | 5.33 مليون                                                | 11.53 مليون                                |
| الكثافة السكانية (ن./كم²)                                 | 13.84                                                     | 70.47                                      |
| العاصمة                                                   | أوسلو                                                     | تونس                                       |
| اللغة الرسمية                                             | بوكمول، لغات السامي، نينوشك، اللغة النرويجية              | اللغة العربية                              |
| العملة                                                    | كرونة نروجية                                              | دينار تونسي                                |
| الناتج المحلي الإجمالي (بليون دولار)                      | 398.83 مليار                                              | 40.26 مليار                                |
| الناتج المحلي الإجمالي (تعادل القوة الشرائية) بليون دولار | 322.23 مليار                                              | 129.05 مليار                               |
| الناتج المحلي الإجمالي الاسمي للفرد دولار أمريكي          | 74.40 ألف                                                 | 3.87 ألف                                   |
| الناتج المحلي الإجمالي للفرد دولار أمريكي                 | 65.61 ألف                                                 | 11.44 ألف                                  |
| مؤشر التنمية البشرية                                      | 0.944                                                     | 0.721                                      |
| رمز المكالمات الدولي                                      | +47                                                       | +216                                       |
| رمز الإنترنت                                              | .no                                                       | .tn                                        |
| المنطقة الزمنية                                           | ت ع م+01:00، ت ع م+02:00، توقيت وسط أوروبا، أوروبا/أوسلو ‏ | ت ع م+01:00، توقيت وسط أوروبا، ت ع م+02:00 |

## منظمات دولية مشتركة
يشترك البلدان في عضوية مجموعة من المنظمات الدولية، منها:
| علم المنظمة | اسم المنظمة                               | تاريخ انضمام النرويج | تاريخ انضمام تونس |
| ----------- | ----------------------------------------- | -------------------- | ----------------- |
|             | يونسكو                                    | 4 نوفمبر 1946        | 8 نوفمبر 1956     |
|             | الفريق المعني برصد الأرض                  | ?                    | ?                 |
|             | مؤسسة التمويل الدولية                     | 20 يوليو 1956        | 25 يوليو 1962     |
|             | المركز الدولي لتسوية المنازعات الاستشارية | 15 سبتمبر 1967       | 14 أكتوبر 1966    |
|             | منظمة حظر الأسلحة الكيميائية              | ?                    | ?                 |
|             | مؤسسة التنمية الدولية                     | 24 سبتمبر 1960       | 30 ديسمبر 1960    |
|             | منظمة التجارة العالمية                    | 1995                 | ?                 |
|             | وكالة ضمان الاستثمار متعدد الأطراف        | 9 أغسطس 1989         | 7 يونيو 1988      |
|             | الاتحاد الدولي للاتصالات                  | 1866                 | 14 ديسمبر 1956    |
|             | منظمة الشرطة الجنائية الدولية             | ?                    | ?                 |
|             | الاتحاد البريدي العالمي                   | ?                    | ?                 |
|             | الأمم المتحدة                             | 27 نوفمبر 1945       | 12 نوفمبر 1956    |
|             | البنك الدولي للإنشاء والتعمير             | 27 ديسمبر 1945       | 14 أبريل 1958     |
|             | المنظمة الهيدروغرافية الدولية             | ?                    | ?                 |
|             | البنك الإفريقي للتنمية                    | 1963                 | ?                 |

## أعلام
هذه قائمة لبعض الشخصيات التي تربطها علاقات بالبلدين:
- إيمان مسكيني (ممثلة تلفزيونية نرويجية، 3 مارس 1997 – )

## وصلات خارجية
- موقع وزارة الخارجية النرويجية
- موقع وزارة الخارجية التونسية